# Robert Flores
Robert Mario Flores Bistolfi, född 13 maj 1986 i Canelones, Uruguay, är en uruguayansk fotbollsspelare som spelar för Deportivo Quito i Ecuador.
Flores bror Darío spelar för uruguayanska Rampla Juniors.

## Klubbkarriär
Flores påbörjade sin karriär i uruguayanska River Plate och skrev i juli 2008 på för Villarreal. Efter bara en månad hos den spanska klubben gick han på lån till argentinska River Plate under en säsong.

## Landslagskarriär
Flores har representerat Uruguays fotbollslandslag två gånger, varav den första i en vänskapsmatch mot Turkiet 25 maj 2008 då man vann med 3–2.

## Fotnoter
1. ↑  ”Profil på national-football-teams.com”. http://www.national-football-teams.com/v2/player.php?id=27596. Läst 25 oktober 2009.
2. ↑  ”Profil på tenfieldigital.com.uy”. http://www.tenfieldigital.com.uy/servlet/hprfchsj?0,2,2%2F1543%2F,1,9055. Läst 25 oktober 2009.[död länk]